# A.P.D. Leonfortese
Associazione Polisportiva Dilettantistica Leonfortese là một câu lạc bộ bóng đá Ý, có trụ sở tại Leonforte, Sicily.
Đội bóng hiện tại thi đấu ở Serie D.

## Lịch sử

### Thành lập
Câu lạc bộ được thành lập vào năm 1967.

### Serie D
Trong mùa giải 2013-14, đội được thăng hạng lần đầu tiên, từ Eccellenza Sicily / A đến Serie D.